# جاسم علوان
العقيد جاسم علوان (1928 - 2018 م)، ضابط بالجيش السوري وشخصية ناصرية بارزة، قاد انقلابًا في 18 يوليو 1963، ويُعَدُّ من أبرز الشخصيات في التاريخ السوري المعاصر في الستينيات الميلادية.

## حياته
قاد العقيد جاسم علوان تمرداً مشهوراً في حلب يوم 28/3/1962 واقتحم على رأس عدد من الضباط الناصريين والبعثيين قلعة حلب وقتلوا آمر حاميتها ورفعوا على ساريتها علم الوحدة، ثم سيطروا على الإذاعة وطلبوا من مصر إرسال قوات لحمايتهم، إلا أن الحركة فشلت وتم اعتقال قائدها علوان.
ثم قاد انقلاب 18 تموز / يوليو 1963 وهي أول محاولة انقلابية في سوريا بعد استلام حزب البعث للحكم في 8 آذار / مارس 1963، وبعد فشل انقلابه هذا اعتقل وأقيمت محكمة استثنائية برئاسة اللواء صلاح الضللي حكمت عليه وعلى رفاقه بالإعدام، إلا أنه بقي في زنزانته إلى أن تدخل الرئيس المصري جمال عبد الناصر لتخفيف الحكم عنه ونفيه إلى القاهرة.
يعتبر علوان أحد أبرز رموز التيار الناصري، وكان انتخب العام 1968 أمينا عاما لحزب الاتحاد العربي الاشتراكي الديمقراطي في سوريا، لكنه اعتذر بحجة أنه لن يستطيع ممارسة مهامه على اعتبار أنه خارج البلاد، فانتخب بدلا عنه جمال الأتاسي الذي استمر في منصبه حتى وفاته في مارس العام 2000، فانتخب المحامي حسن عبد العظيم.
وبتاريخ 19-4-2005 عاد العقيد جاسم علوان إلى بلده سوريا بعد أن قضى أربعين عاماً في منفاه في جمهورية مصر العربية، وقد أرسل الرئيس السوري بشار الأسد كبار ضباط القصر الجمهوري لاستقبال العقيد علوان وقد حجزوا له في أكبر الفنادق السورية، وذلك بعد أن قام شقيق علوان بتقديم طلب إلى الجهات السورية المختصة للسماح له بالعودة إلى وطنه لأنه «يريد أن يدفن في أرض بلده».
وتأتي عودة العقيد علوان على خلفية توجيه السلطات السورية للسفارات السورية في الخارج بمنح جوازات سفر للسوريين خارج بلادهم حتى يتمكنوا من العودة، وكانت أعلنت مصادر سورية في وقت سابق أن هذا القرار يشمل المعارضين السوريين.

## وصلات خارجية
مقابلة العقيد جاسم العلوان في قناة الجزيرة أجراها المذيع سامي كليب بتاريخ 12 سبتمبر 2003:
الجزء الأول
الجزء الثاني